# Sudosa-Desto
Sudosa-Desto is een Nederlandse volleybalclub uit Assen die in september 2006 is ontstaan uit de fusie tussen SuDoSa (Succes Door Samenspel, opgericht 1954) en CVV Desto (Door eerlijk spel tot overwinning, opgericht 1963). De club komt in het seizoen 2017-2018 uit in de eerste divisie (heren en dames). De thuiswedstrijden worden afgewerkt in Sporthal De Olympus. Met circa 725 leden is Sudosa-Desto een van de grootste volleybalverenigingen van Nederland.